# Saint-Méard
Saint-Méard település Franciaországban, Haute-Vienne megyében. Lakosainak száma 367 fő (2022. január 1.). Saint-Méard Linards, Châteauneuf-la-Forêt, La Croisille-sur-Briance, Glanges és Saint-Vitte-sur-Briance községekkel határos.

## Népesség
A település népessége az elmúlt években az alábbi módon változott:
| Lakosok száma | 387  | 368  | 366  | 357  | 353  | 351  | 356  | 362  | 367  |
|               | 2013 | 2015 | 2016 | 2017 | 2018 | 2019 | 2020 | 2021 | 2022 |